# (100116) 1993 KG1
(100116) 1993 KG1 es un asteroide perteneciente al cinturón de asteroides, descubierto el 21 de mayo de 1993 por el equipo del Spacewatch desde el Observatorio Nacional de Kitt Peak, Arizona, Estados Unidos.